# Marstonia ogmorhaphe
Marstonia ogmorhaphe, tên tiếng Anh: royal marstonia' hoặc royal springsnail, là một loài ốc nước ngọt, a động vật chân bụng thuộc họ Hydrobiidae. Đây là loài đặc hữu của Hoa Kỳ.